# Nocturne (film 1927)
Nocturne è un cortometraggio muto francese del 1927 diretto da Marcel Silver.

## Trama
Ambientato nel sud della Spagna durante la guerra del Rif, il film racconta la storia malinconica di una donna malata che attende il ritorno del suo amante, un ufficiale partito per il fronte. Ignara del fatto che l’uomo si trovi nella stanza accanto alla sua, la donna vive in un’attesa silenziosa, sospesa tra speranza e sofferenza.

## Produzione
Il film fu girato a Ronda, in Spagna, durante l'inverno tra il 1925 e il 1926, approfittando della presenza della troupe del film Carmen diretto da Jacques Feyder. Marcel Silver, assistente alla regia di Feyder, realizzò Nocturne nelle stesse location e con parte del cast, inclusa la celebre cantante e attrice spagnola Raquel Meller.

## Restauro
Il film fu restaurato nel 1987 da Renée Lichtig a partire da un negativo nitrato originale e da intertitoli conservati presso la Cinémathèque française. Nel 2012, è stato digitalizzato e presentato con accompagnamento musicale del pianista Ignacio Plaza Ponce, grazie al sostegno del CNC.